# Notre-Dame-de-Bonsecours (Nancy)

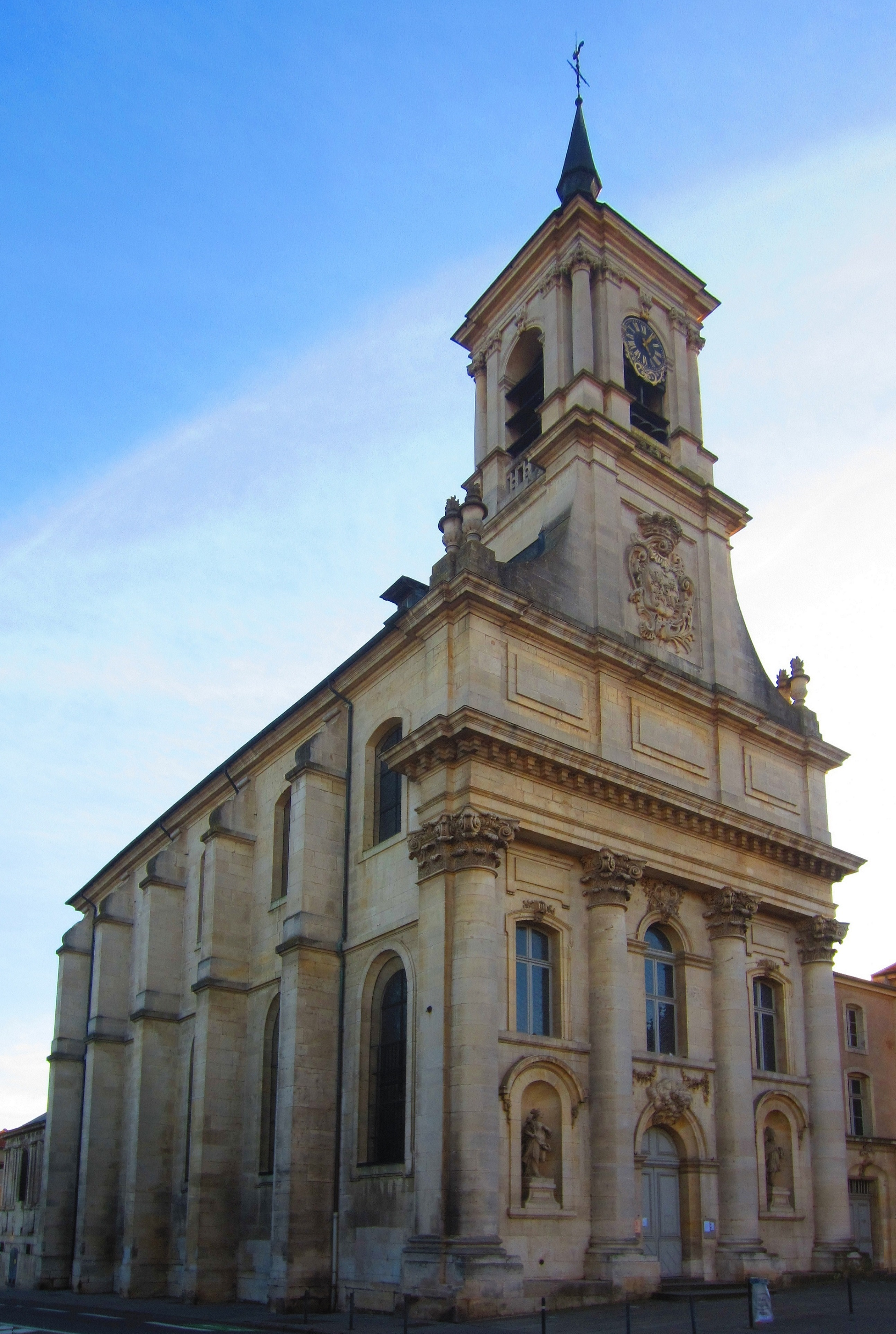
Notre-Dame-de-Bonsecours

Die Kirche Notre-Dame-de-Bonsecours ist eine katholische Kirche in Nancy. Sie steht als Monument historique unter Denkmalschutz.

## Geschichte
Am 5. Januar 1477 besiegten der lothringische Herzog René II. und seine Verbündeten den burgundischen Herzog Karl den Kühnen in der Schlacht von Nancy. 1484 erhielt ein Mönch die Erlaubnis, auf dem ehemaligen Schlachtfeld südlich der Stadt eine Einsiedelei und eine Marienkapelle zum Dank für den Sieg über die Burgunder zu errichten.
Ab 1609 betreute der Paulaner-Orden die Kapelle, die sich in dieser Zeit aufgrund des Dreißigjährigen Krieges, der Pest und von Hungersnöten zu einem bekannten Wallfahrtsort entwickelte. 1629 musste die Kapelle deshalb erweitert und in den folgenden Jahrzehnten immer wieder vergrößert werden. 
1737 wurde der ehemalige polnische König Stanislas I. Leszczynski Herzog von Lothringen. Im Rahmen der umfassenden städtebaulichen Maßnahmen wurde auch die Kapelle abgerissen und durch eine Kirche ersetzt, die er auch zur Grabeskirche der Familie auserkoren hatte und deshalb prächtig ausstatten ließ. Stanislas beauftragte den Architekten Emmanuel Héré mit den Plänen und der Ausführung. Die Grundsteinlegung erfolgte am 14. August 1738 durch den Bischof von Toul. 1741 wurde das Kirchengebäude vollendet. Nach seinem Tod im Jahr 1766 wurde der Herzog in der Kirche beigesetzt. 
Während der Französischen Revolution wurden die Mausoleen aus der Kirche entfernt und in ein Museum überführt. Die Särge in der Krypta wurden umgeworfen und die Leichname in einer Ecke in Erde bestattet. Die Kirche entging aber der vollständigen Zerstörung durch Revolutionstruppen. 1806 wurde der Chor restauriert, ein Jahr später wurden die Grabmäler wieder in der Kirche aufgestellt und die Gräber wiederhergerichtet. 
Anfang des 19. Jahrhunderts wurde Notre-Dame-de-Bonsecours zu einer Filialkirche von Saint-Pierre und 1841 zur Kapelle eines Altersheimes für Mönche der Diözese. Erst 1844 wurde das Gotteshaus wieder zur Pfarrkirche. Der Benediktiner-Abt Morel ließ das Gebäude 1862 restaurieren und den Chor vergrößern. Papst Pius IX. schenkte der Kirche ein Diadem mit einem Lothringer Kreuz, das von zwei Engeln gehalten wird, die Frankreich und Lothringen symbolisieren.

## Architektur und Ausstattung

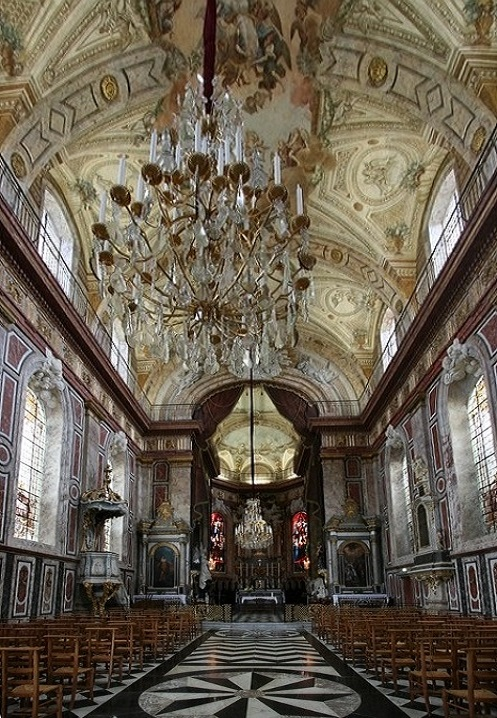
Innenraum zum Altar

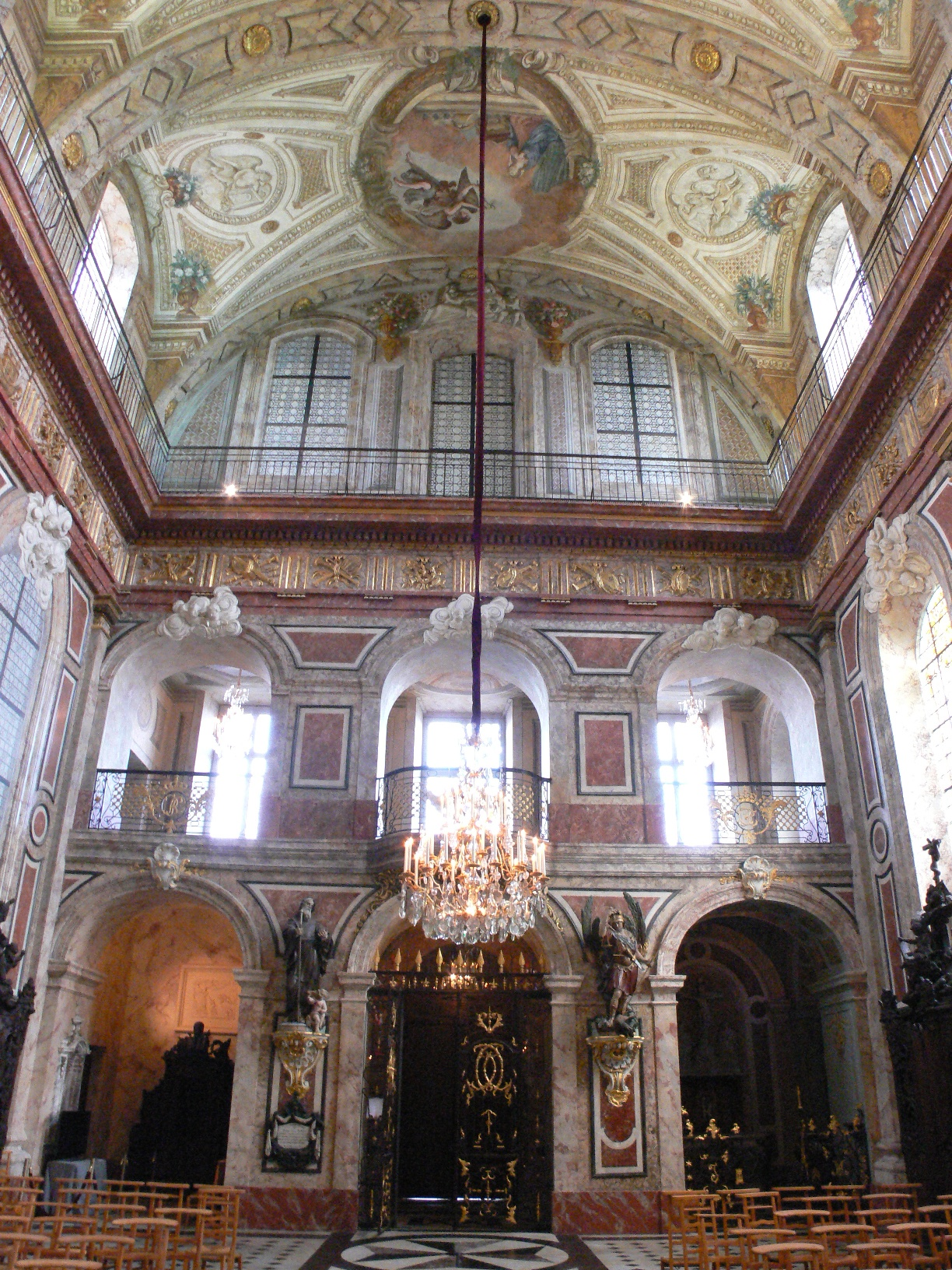
Innenraum zum Eingang

Der hohe und schmale Kirchenbau ist äußerlich stark gegliedert. Die östliche Längsseite ist von fünf hohen Rundbogenfenstern durchbrochen, über denen kleinere Segmentbogenfenster sitzen. Mächtige Strebepfeiler stehen zwischen den Fensterachsen, ein Gesims über den unteren Fenstern gliedert den Bau außerdem. Die Hauptfassade im Rokoko-Stil wird von einem zweistöckigen Glockenturm als Giebelreiter gekrönt. Ein Schweifgiebel verbindet Baukörper und Turm, Flammenvasen sitzen auf den Ecken. Die Fassade selbst wird von vier halbrunden Säulen gegliedert, die einen mächtigen Architrav tragen. Im Zentrum des Erdgeschosses sitzt ein großes Bogenportal, darüber ein hohes Fenster. Rechts und links davon sind große Nischen mit Figuren eingelassen. Darüber sitzen Fenster mit Segmentbögen.
Die Innenausstattung der Saalkirche ist eines der seltenen Zeugnisse des Rokokostils in Frankreich. Besonders ausdrucksstark sind die polychromen Statuen von Heiligen, die in Polen besonders verehrt werden. Sie schmücken die Säulen des Kirchenschiffs: Auf der linken Seite befinden sich der Johannes Nepomuk (dargestellt als entfernter Verwandter des Königs von Polen), Maria, Franz Xaver und der Erzengel Michael. Auf der rechten Seite stehen Franz von Paola, Antonius von Padua, Kajetan von Thiene und Joseph von Nazareth. Die Schöpfer sind unbekannt. In einer Kapelle steht eine Marienstatue aus dem Jahr 1505, die der herzogliche Hofbildhauer Mansuy Gauvin schuf.
Der enge Saalbau ist rund 18 Meter hoch. Gurtbögen trennen die vier Tonnengewölbe mit Stichkappen. Diese sind reich verziert mit buntem Stuck, Fresken und Gemälden. Die Stuckarbeiten stammen von Louis und Nicolas Manciaux. Die Gewölbe wurden 1742 von dem Maler Joseph Gilles ausgemalt. Die Darstellungen zeigen die Verkündigung, die Himmelfahrt und die unbefleckte Empfängnis. Die Fresken zeugen von der kulturellen Vielfalt der Aufklärung.
Der eingezogene Chor mit dreiseitigem Schluss wird von einem Kuppelgewölbe überragt.
Die Kanzel ist aufwendig und filigran gestaltet. Sie ruht auf einem vierbeinigen Ständer im Louis-quinze-Stil mit den Symbolen der Evangelisten. Die Motive der Kanzel zeigen Reliefe mit dem von den Aposteln umgebenen Christus und den drei Evangelisten Matthäus, Markus und Johannes. Auf der Rückseite ist eine Golgatha-Szene abgebildet.
Ein schmiedeeisernes Tor am Eingang von der Vorhalle zum Saal und zwischen Saal und Chor wurden Jean Lamour zugeschrieben. Die Beichtstühle im Louis-quinze-Stil sind mit aufwendigen Schnitzereien verziert und stammen aus dem Jahr 1889. Sie wurden in den Werkstätten von Eugène Vallin und Victor Huel hergestellt.
Die Buntglasfenster des Chores stammen von dem Metzer Glasmaler Charles-Laurent Maréchal und zeigen die Hochzeit von Maria und Darstellungen von Jesus im Tempel. Die hellen Fenster des Kirchenschiffes stammen aus dem Jahr 1904 und wurden von dem Glasmaler Joseph Janin geschaffen. Jedes Fenster zeigt ein Medaillon, das eine Szene aus der Geschichte der Kirche darstellt.
Unter der durch drei Bögen vom Kirchenschiff abgetrennten Orgelempore befinden sich die Eingangshalle sowie rechts und links davon zwei kleine Kapellen.

## Gräber

### Kenotaph für Katharina Opalińska
Das erste Grabmonument der Kirche wurde 1749 nach dem Tod von Stanislas’ Gattin Katharina Opalińska errichtet. Herzog Stanislas beauftragte Nicolas Sébastien Adam mit der Gestaltung des Grabmales. Die Königin ist kniend vor einem Engel dargestellt auf einem schwarzen Sarkophag. Dahinter ragt eine Pyramide auf. Vor dem Sarkophag breitet ein goldener Adler seine Schwingen aus. Auf dem Sockel flankieren zwei Medaillons eine Tafel mit Inschrift, die die Tugenden der Herzogin preist.

### Kenotaph für Maximilien Ossolinski
Im Jahr 1756 wurde das Grabmal des polnischen Aristokraten Franciszek Maksymilian Ossoliński in der Kapelle links des Einganges von Nicolas Sébastien Adam errichtet. Seit 1807 steht es neben dem Grabmal von Katharina Opalińska. Der Bildhauer stellt den Grafen in weißem Marmor dar, mit dem Mantel der Ritter des Ordens vom Heiligen Geist. Zwei Engel wachen über eine silberne Axt, die Insignien des Herzogs von Lothringen.

### Kenotaph für Stanislas I. Leszczynski
Stanislas starb im Alter von 88 Jahren am 23. Februar 1766 auf Schloss Lunéville. Ludwig XV. ließ den Bildhauer Claude-Louis Vassé ein Kenotaph anfertigen. Vollendet wurde das Grabmal von Vassés Schüler Félix Lecomte. Das Grabmal ist dem von Opalińska nachempfunden. 

### Kenotaph für Marie Leszczynska
Auch für die Tochter von Stanislas wurde ein Kenotaph von Vassé errichtet. Maria Leszczyńska war als Frau von Ludwig XV. Königin von Frankreich. Sie starb am 24. Juni 1768. Ihr Herz wurde am 23. September in der Kirche beigesetzt. Das kleine Kenotaph aus weißem Marmor besteht aus einem hohen Sockel mit Inschrift. Darauf stehen zwei Engel, die ein Medaillon mit dem Antlitz der Königin leicht verhüllen und dabei in Trauer verharren.

## Orgel
Das ursprüngliche Orgelgehäuse wurde 1989 entfernt. Errichtet worden war es 1858 von dem Orgelbauer Cuvillier. Der Erbauer nutzte ein altes Retabel mit dem Bildnis der Maria aus dem 18. Jahrhundert als Schmuck für das Gehäuse. Das Instrument wurde eingelagert und ist unbrauchbar. Auf Initiative des Pfarrers erwarb man 2013 eine unfertige Orgel, die Victor Gonzalez 1954 für die Kirche Saint-Louis in Vincennes erbaut hatte. Die neue Orgel wurde unsichtbar in zwei Nischen hinter den Säulen der Orgelempore aufgestellt und von Bernard Dargassies im Februar 2014 überarbeitet. Eingeweiht wurde sie am 30. März 2014 mit einem Konzert.